# تيار نفاث شرقي مداري
تيار نفاث شرقي مداري Tropical easterly jet stream
هو تيار هوائي نفاث، جريانه من الشرق إلى الغرب، ويحدث فقط في فصل الصيف في نصف الكرة الشمالي فوق آسيا الجنوبية الشرقية والهند وأفريقيا على ارتفاع يقارب من 15 كم من مستوى سطح البحر، وسرعته تزيد عن 180 كم/ساعة، ويرى بعض العلماء أن لهذا التيار دوراً كبيراً في الأمطار الصيفية الموسمية التي تهطل فوق آسيا الجنوبية والجنوبية الشرقية.
المصدر: المعجم الجغرافي المناخي